# Numenes separata
Numenes separata är en fjärilsart som beskrevs av John Henry Leech 1890. Numenes separata ingår i släktet Numenes och familjen tofsspinnare. Inga underarter finns listade i Catalogue of Life.